# Lycaena trita
Lycaena trita är en fjärilsart som beskrevs av Swinhoe 1919. Lycaena trita ingår i släktet Lycaena och familjen juvelvingar. Inga underarter finns listade i Catalogue of Life.